# 무위
무위(無爲, action without intention)는 도교에서 가장 중요시되는 행동 원리로 일체의 부자연스러운 행위, 인위적 행위가 없음을 뜻한다. 예를 들어, 양치하거나 생각없이 자연스럽게 하는 일상생활 속 행동이 있다

## 같이 보기
- 몰입